# Aleksandr Nikolayevich Afanasyev
Aleksandr Nikolayevich Afanasyev (tiếng Nga: Александр Николаевич Афанасьев) (1826-1871) là một nhà nghiên cứu văn hóa dân gian, nhà phê bình văn học Nga thế kỷ XIX.

## Tác phẩm
- Những câu chuyện cổ tích Nga (Moskva, 1970 - 1886)